# 武奧斯納約基河
武奧斯納約基河（羅馬化：Vuosnayoki）是俄羅斯的河流，位於摩爾曼斯克州內科拉半島南部，鄰近與芬蘭接壤邊境，發源自海拔249米的尤爾希米亞爾維湖，河道全長5.3公里，闊度7至25米。
66°42′23″N 29°52′19″E / 66.70639°N 29.87194°E